# 35441 Kyoko
35441 Kyoko este un asteroid din centura principală de asteroizi.

## Descriere
35441 Kyoko este un asteroid din centura principală de asteroizi. A fost descoperit pe 31 ianuarie 1998 la Susono de Makio Akiyama. Asteroidul prezintă o orbită caracterizată de o semiaxă mare de 2,56 ua, o excentricitate de 0,16 și o înclinație de 13,4° în raport cu ecliptica.